# Саломзода, Сиджоуддин
Сиджоуддин Саломзода (тадж. Сиҷоуддин Саломзода; род. 2 июня 1965 года, село Ойдинкул Дангаринского района) — таджикистанский государственный служащий.

## Биография
Сиджоуддин Саломзода родился 2 июня 1965 года в селе Ойдинкул (сейчас село Зулол) Дангаринского района. В 1989 году окончил Ташкентский политехнический институт имени Абдурайхана Беруни по специальности горный инженер-геофизик. Будучи студентом, в 1983-1985 годах служил в рядах Советских Вооруженных Сил в городе Макаров Украинской ССР.

## Карьера
- 1981-1982 гг. — рабочий совхоза «XII партсъезд» Дангаринского района.
- 1989-1994 гг. — геофизик-оператор, начальник сейсморазведочного отряда, инженер-геофизик Южной экспедиции, Орженикидзеобад.
- 1994-1995 гг. — Начальник строительного участка производственного объединения «Навруз», г. Куляб.
- 1995-2003 гг. — Поставщик, начальник электроцеха железобетонной конструкции №8, заместитель генерального директора компании «Саддам», г. Сарбанд.
- 2003-2004 гг. — Горно-технический инспектор Комитета государственного контроля по охране труда в промышленности и недропользовании при Правительстве Республики Таджикистан, г. Душанбе
- 2004-2006 гг. — Заместитель главного инженера, главный инженер управления строительства Рогунской ГЭС, г. Рогун.
- 2006-2011 гг. — первый заместитель начальника Главного управления государственного контроля за охраной труда в промышленности и недропользовании при Правительстве Рт, г. Душанбе
- 2011-2013 гг. — Корпоративный секретарь Наблюдательного совета АО «Рогунская ГЭС».
- 2013-2015 гг. — начальник Службы государственного контроля за охраной труда в промышленности и недропользовании при Правительстве РТ.
- 2015-2018 гг. — председатель города Турсунзаде.
- 2018-2020 гг. — председатель города Исфары[2]
- 2020-2023 гг. — председатель города Бохтар.

- Январь 2023-2024 — заместитель председателя города Душанбе[3] .
- С 30.01.2024 — председатель Дангаринского района[4].

## Награды
Награжден орденом «Почета» 2-й степени.